# Queuine
La queuine, ou base Q, est une base nucléique hypermodifiée présente chez de très nombreux eucaryotes et bactéries,, à l'exception des levures et des bactéries du genre mycoplasma. On la trouve, sous forme de queuosine, en première position (wobble) des anticodons d'ARN de transfert spécifiques à l'asparagine, l'aspartate, l'histidine et la tyrosine.
La queuosine n'est pas présente chez les archées, mais il existe un dérivé 7-déazaguanine apparenté appelé archéosine occupant des positions différentes sur les ARN de transfert de nombreuses archées.